# Waldesch
Waldesch település Németországban, Rajna-vidék-Pfalz tartományban. Lakosainak száma 2293 fő (2023. december 31.). Waldesch Boppard és Rhens községekkel határos.

## Népesség
A település népességének változása:
| Lakosok száma | 2282 | 2243 | 2234 | 2242 | 2302 | 2293 |
|               | 1975 | 2017 | 2019 | 2021 | 2022 | 2023 |